# Малєв Валерій Іванович
Валерій Іванович Малєв (26 листопада 1939, Запоріжжя — 6 березня 2002) — український державний діяч. Генеральний директор Державної компанії з експорту та імпорту продукції і послуг військового та спеціального призначення — «Укрспецекспорт», 1-й секретар Запорізького обкому КПУ (1990—1991).

## Життєпис
Народився 26 листопада 1939 року в Запоріжжі в робітничій родині. З вересня 1947 по червень 1957 року — учень середньої школи № 83 міста Запоріжжя. Трудову діяльність розпочав у вересні 1957 року учнем токаря на моторобудівному заводі поштова скринька № 18 міста Запоріжжя. До липня 1958 року працював токарем на цьому ж заводі.
З вересня 1958 по квітень 1961 року — учень Дніпропетровського гірничого технікуму. Після закінчення працював у травні — листопаді 1961 року машиністом дробарки, змінним майстром Закарпатського комбінату нерудних матеріалів у місті Ужгороді.
У листопаді 1961 — серпні 1964 року служив у Радянській армії. Член КПРС з 1964 року.
У серпні 1964 року вступив на денне відділення Запорізького машинобудівного інституту, але вже у жовтні 1964 року перейшов на вечірнє відділення інституту.
У жовтні 1964 — травні 1967 року — механік механоскладального цеху Запорізького заводу поштова скринька № 80. У травні 1967 — листопаді 1970 року — старший інженер-технолог механоскладального цеху Запорізького заводу пересувних електростанцій.
У 1970 році закінчив заочно електротехнічний факультет Запорізького машинобудівного інституту, за фахом інженер-механік.
У листопаді 1970 — лютому 1972 року — начальник випробувальної станції, начальник складальної дільниці Запорізького заводу пересувних електростанцій.
У лютому 1972 — вересні 1975 року — консультант-методист Будинку політпросвіти, інструктор і заступник завідувача відділу машинобудування Запорізького обласного комітету КПУ.
У вересні 1975 — лютому 1977 року — слухач Академії суспільних наук при ЦК КПРС в Москві.
У лютому 1977 — серпні 1988 року — завідувач відділу машинобудування Запорізького обласного комітету КПУ.
З серпня 1988 по листопад 1990 року — генеральний директор науково-виробничого об'єднання (НВО) «Трансформатор» у місті Запоріжжя.
5 жовтня 1990 — 30 серпня 1991 року — 1-й секретар Запорізького обласного комітету КПУ.
У листопаді 1991 — квітні 1992 року — технічний директор Спілки підприємців у Запоріжжі. У травні 1992 — лютому 1993 року — заступник директора з економічних питань інструментального заводу імені Войкова в Запоріжжі.
У лютому — грудні 1993 року — генеральний директор виробничого об'єднання «ЕЛТО» — директор Запорізького заводу спеціального технологічного устаткування. У грудні 1993 — липні 1994 року — голова правління АТ «Електротехнологія» у Запоріжжі.
21 липня 1994 — 7 серпня 1995 року — заступник голови виконавчого комітету Запорізької обласної ради народних депутатів.
3 серпня 1995 — 25 лютого 1997 року — міністр машинобудування, військово-промислового комплексу і конверсії України. З 1996 року — член Ради національної безпеки і оборони України.
19 червня 1997 — 29 квітня 1998 року — радник Президента України Леоніда Кучми.
15 квітня 1998 — 6 березня 2002 року — генеральний директор Державної компанії з експорту та імпорту продукції і послуг військового та спеціального призначення — «Укрспецекспорт».

Могила Валерія Малєва

Жив у Києві. 6 березня 2002 року (у розпал скандалу з «Кольчугами») загинув в автокатастрофі біля села Бугаївки Глобинського району Полтавської області неподалік від кордону з Черкаською областю на трасі Н 08 («Audi A8», якою керував Валерій Малєв, зіткнулася «лоб в лоб» з КАМАЗом, що їхав у зустрічному напрямку). Похований на Байковому кладовищі (ділянка № 52а).

## Нагороди
Нагороджений почесною грамотою Президії ВР УРСР (1985), орденами «Знак Пошани» (1981) і «За заслуги» III ступеня (25 листопада 1999). Лауреат Державної премії України в галузі науки і техніки (2004, посмертно) — за розробку і впровадження в серійне виробництво нового покоління комплексу дальньої радіотехнічної розвідки стратегічного призначення «Кольчуга».